# Tự ti
Tự ti là hành vi tự quở trách bản thân bằng cách tự coi thường, đánh giá thấp hay nói xấu chính mình hoặc tự cho mình là kém hơn người, hoặc quá khiêm tốn. Đôi khi người ta tự ti để gây cười hoặc giải tỏa căng thẳng.
Tự ti được coi là đặc điểm của một số quốc gia như Vương quốc Liên hiệp Anh, Ireland, Úc và New Zealand, nơi mà sự "tự mãn" không được chào đón.